# ولادیمیر سادالسکی
ولادیمیر سادالسکی (انگلیسی: Włodzimierz Sadalski؛ زاده ۲۹ اوت ۱۹۴۹) بازیکن سابق تیم ملی والیبال لهستان است. او مدال طلا بازی های المپیک ۱۹۷۶ به دست آورد بود. سادلسکی از سال ۱۹۸۷ تا سال ۱۹۹۲ سرمربی تیم ملی فنلاند بود.